# Хмелевский, Василий Владимирович
Васи́лий Влади́мирович Хмеле́вский (14 января 1948 — ?) — советский легкоатлет, бронзовый призёр Олимпийских игр. Мастер спорта международного класса. Награждён медалью «За трудовое отличие».

## Карьера
Воспитанник ДЮСШ г. Щучина Гродненской области. На Олимпиаде в Мюнхене в 1972 году Василий завоевал бронзовую медаль в метании молота, уступив восточногерманцу Йохену Заксе и своему соотечественнику Анатолию Бондарчуку.
Двукратный бронзовый призёр чемпионата СССР в 1971 и 1972 годах.